# Petites Coupures (film, 2016)
 (juillet 2025).
Pour les articles homonymes, voir Petites Coupures.
Pour plus de détails, voir Fiche technique et Distribution.
Petites Coupures est un court métrage belge réalisée par Stéphane Hénocque  en 2016.

## Fiche technique
- Titre : Petites Coupures
- Réalisation : Stéphane Hénocque
- Scénario : Stéphane Hénocque
- Pays d’origine :  Belgique
- Genre : Drame
- Dates de sortie
  - Belgique : 2016

## Distribution
- François Huberty : Clément
- Justine Louis : Julia